# Lorentz (Mondkrater)
Lorentz  ist ein Mondkrater in der nördlichen Hemisphäre, der bei günstiger Libration von der Erde beobachtet werden kann.
| Buchstabe | Position           | Durchmesser | Link |
| --------- | ------------------ | ----------- | ---- |
| P         | 31,67° N, 98,74° W | 38 km       |      |
| R         | 33,31° N, 99,58° W | 37 km       |      |
| T         | 34,49° N, 100,6° W | 20 km       |      |
| U         | 35,46° N, 99,87° W | 23 km       |      |